# Хејстингс (река)
Хејстингс (енгл. Hastings River) је најдужа река Северне обале, аустралијске државе Нови Јужни Велс. Једним делом се улива у Тасманово море, а другим у Пацифик.
Реку је открио истраживач Џон Оксли, а први су је у мапе уцртали европски истраживачи 1818. године.

## Види јиш
- Нови Јужни Велс
- Аустралија